# My Land Zion
|  | Denne artikel er oprettet af botten PalnaBot ud fra en ekstern database. Den kan derfor have sproglige fejl eller mangler. Denne skabelon kan fjernes efter kontrol af indholdet. |

Mit land Zion er en dokumentarfilm instrueret af skrevet og Yulie Cohen Gerstel.

## Handling
Yulie Cohen Gerstel har specialiseret sig i at lave personlige og dybt kontroversielle film om sit forhold til staten Israel og zionismen. I Mit land Zion fortæller hun, hvordan hun selv valgte at forlade tilværelsen i New York og tage til Israel for at føde sit første barn. Et land, hvor hun hver dag må leve med truslen om, at hendes nu voksne døtre kan blive ofre for selvmordsbombere; og et land, hvor unge i generationer er gået ind i hæren for at dræbe de arabere, som boede i området, før Israel blev grundlagt. Filmen giver ikke entydige svar. Men gennem en række møder og konfrontationer belyses nogle af de ømme punkter i Israels historie, samtidig med at der søges mulige forklaringer på spørgsmålet om, hvad der kan få mennesker til at sætte klipper og jord højere end liv.